# Electric Ladyland
Electric Ladyland är rockbandet The Jimi Hendrix Experiences tredje studioalbum, släppt som dubbelalbum den 16 oktober 1968. Skivan listades år 2020 av magasinet Rolling Stone som #53 på deras lista The 500 Greatest Albums of All Time.
På albumet finns Hendrix kända version av Bob Dylans "All Along the Watchtower" och hans egen komposition "Crosstown Traffic". I förhållande till resten av materialet på skivan stack dessa låtar ut som mer poporienterade rockhits; båda två tog sig också in på singellistorna i USA och Storbritannien. "Burning of the Midnight Lamp" hade släppts som singel sommaren 1967, nästan ett år innan albumet släpptes, men fick ändå vara med. Avslutar albumet gör ytterligare en av hans mest kända låtar, "Voodoo Child (Slight Return)". Albumet var mycket krävande att spela in med 1960-talets teknik på grund av sina många effekter. Detta gäller i synnerhet den långa studioproduktionen "1983... (A Merman I Should Turn to Be)".
Basisten Noel Redding lämnade gruppen under inspelningarna och han medverkar på ungefär hälften av låtarna. Från början var det även tänkt att Chas Chandler skulle producera skivan liksom han gjort med gruppens två tidigare album. Men Hendrix tog själv över då Chandler fann det svårt att jobba i studion med alla vänner till Hendrix som inbjudits till inspelningarna. Hendrix perfektionism skall också ha varit en orsak.
Originalalbumet blev indraget i Storbritannien, på grund av omslaget. Det bestod av ett antal helt nakna kvinnor och ansågs vara anstötligt. Numera används alltid ett processat fotografi av Karl Ferris som omslagsbild och detta var också omslagsbild på de amerikanska originalutgåvorna av albumet. Inne i fodralet på de amerikanska utgåvorna fanns ett flertal svart-vita fotografier tagna av Linda McCartney (som då fortfarande hette Eastman i efternamn).
1997 gjordes en dokumentär om inspelningen av albumet i serien Classic Albums.

## Låtlista
Alla låtar skrivna av Jimi Hendrix där inget annat anges.

### Sida 1
1. "...And the Gods Made Love" - 1:21
2. "Have You Ever Been (To Electric Ladyland)" - 2:12
3. "Crosstown Traffic" - 2:25
4. "Voodoo Chile" - 15:05

### Sida 2
1. "Little Miss Strange" (Noel Redding) - 2:50
2. "Long Hot Summer Night" - 3:30
3. "Come On, Pt. 1 (Let The Good Times Roll)" (Earl King) - 4:10
4. "Gypsy Eyes" - 3:46
5. "Burning of the Midnight Lamp" - 3:44

### Sida 3
1. "Rainy Day, Dream Away" - 3:43
2. "1983... (A Merman I Should Turn to Be)" - 13:46
3. "Moon, Turn the Tides...Gently Gently Away" - 1:01

### Sida 4
1. "Still Raining, Still Dreaming" - 4:24
2. "House Burning Down" - 4:35
3. "All Along the Watchtower" (Bob Dylan) - 4:01
4. "Voodoo Child (Slight Return)" - 5:14

Total speltid 1:15:47

## Medverkande
- Jimi Hendrix - Gitarr, bas, piano, cembalo, sång och slagverk
- Mitch Mitchell - Trummor
- Noel Redding - Bas, gitarr och sång
- Jack Casady - Bas
- Larry Faucette - Dirigent och congas
- Mike Finnigan - Orgel
- Jeanette Jacobs - Sång
- Al Kooper - Piano
- Mike Mandel - Piano
- Dave Mason - Akustisk gitarr och bakgrundssång
- Buddy Miles - Trummor
- Fred Smith - Tenorsaxofon
- The Sweet Inspirations - Bakgrundssång
- Steve Winwood - Orgel
- Chris Wood - Flöjt
- Brian Jones  – percussion  på "All Along the Watchtower"

## Listplaceringar
| Lista (1968-1969) | Position                  |
| ----------------- | ------------------------- |
| Finland           | 4                         |
| Frankrike         | 2                         |
| Kanada            | 1 (RPM)                   |
| Norge             | 13 (VG-lista)             |
| Storbritannien    | 6 (UK Albums Chart)       |
| USA               | 1 (Billboard 200)         |
| USA               | 15 (Billboard R&B Albums) |
| Västtyskland      | 12                        |